# Sisak Ernő
Sisak Ernő (Csávos, 1916 – Temesvár, 1986 októbere előtt) erdélyi magyar elektromérnök, műszaki író.

## Életútja, munkássága
Középiskolai tanulmányait a temesvári piarista főgimnáziumban végezte 1933-ban; elektromérnöki oklevelet a temesvári Politechnikai Intézetben szerzett. 1940-től 1949-ig a nagyszebeni villamosműveknél dolgozott. 1953-ban Harkovban doktorált. Miután a Szovjetunióból visszatért, a Román Akadémia temesvári műszaki kutatóközpontjába került, s egyúttal oktató- és kutatómunkát végzett a temesvári Politechnikai Intézetben is. 1968-tól a Magyar Nemzetiségű Dolgozók Temes Megyei Tanácsának elnöke volt.
Kutatótevékenysége a kavitáció és a szárnyszelvények áramlásának kérdéseire s azoknak a vízgépekre való alkalmazására összpontosult. Foglalkozott a szélerőgépek áramlástanával is. Új eljárású szélerőberendezést szabadalmaztatott. Több romániai és külföldi tudományos ülésszakon szerepelt dolgozataival. Tanulmányokat közölt a Román Akadémia és a temesvári Politechnikai Intézet kiadványaiban. Szakdolgozatainak száma (közlemények, szakcikkek, szerződéses kutatások, szabadalmak) meghaladja a százat. Ismeretterjesztő írásai a Szabad Szóban, A Hétben, a TETT-ben, Kilátóban és a Karpathen Rundschauban jelentek meg. 